# Bahre (Fluss)

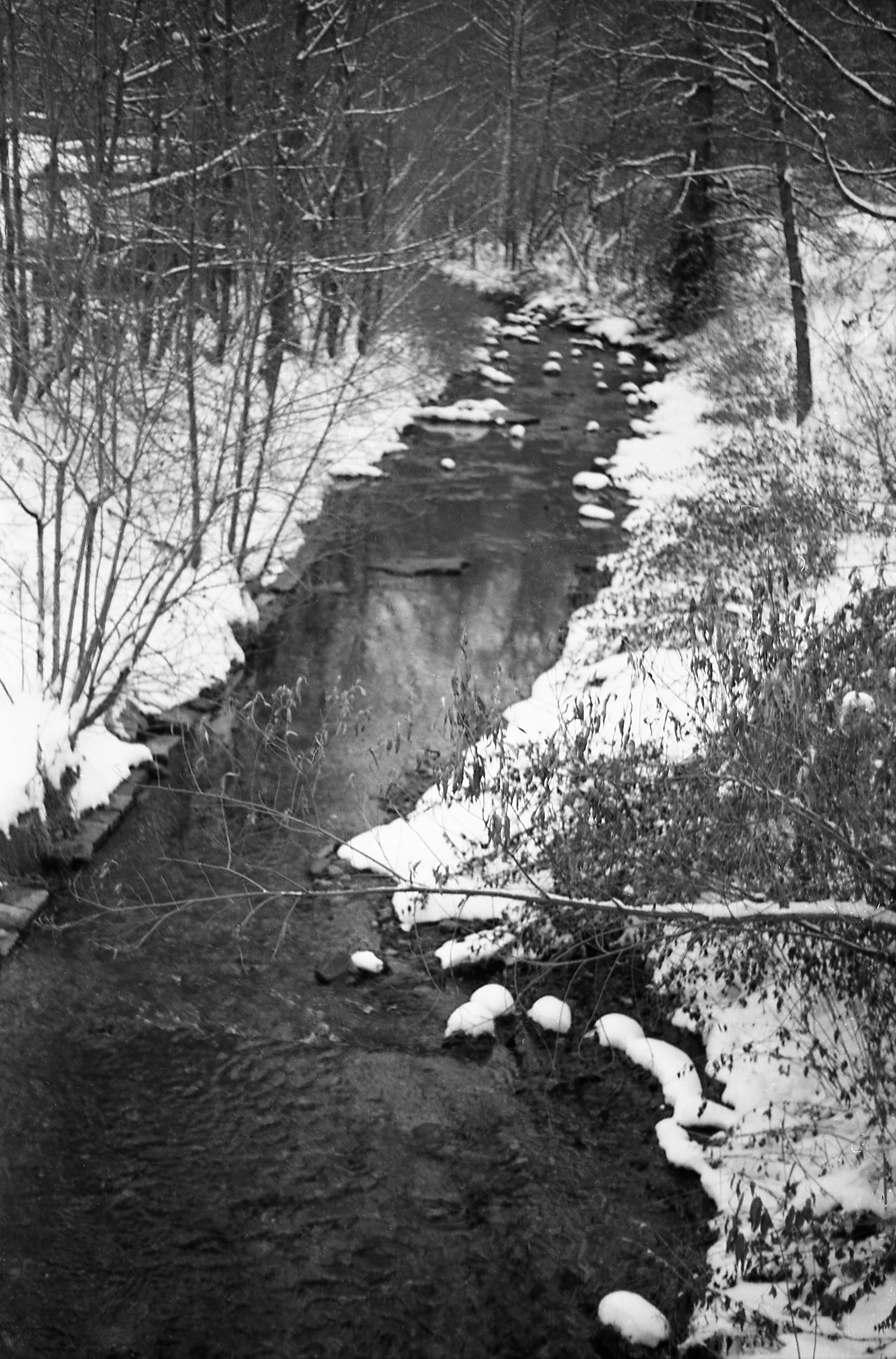
Bahre an der Brücke Bahretalstraße nahe Dohma, Sachsen, Pirna, 1985

Die Bahre ist ein rechter Nebenfluss der Seidewitz.

## Verlauf
Sie entspringt als Bahrebach ca. 1,5 km nördlich des Ortes Breitenau (Stadt Bad Gottleuba-Berggießhübel) bei 505 m ü. NN. Die Bahre bildet sich bei Gersdorf (Gemeinde Bahretal) aus drei weiteren Quellbächen: bei der Sandmühle aus dem Wingendorfer Bach, bei der Falkenmühle aus dem Gersdorfer Bach und in Höhe der Bornmühle aus dem Bornaer Bach.
Oberhalb von Friedrichswalde-Ottendorf (Gemeinde Bahretal) wird die Bahre durch ein Rückhaltebecken gestaut. Die Krone ist 253 m lang und liegt auf einer Höhe von 263 m ü. NN. Die Mauer hat eine Höhe von 20 m.
Nördlich von Friedrichswalde-Ottendorf überspannt die 325 m lange und bis zu 28 m hohe Bahretalbrücke das Tal. Über die Brücke verläuft die Staatsstraße S170 als Querverbindung von der Bundesautobahn 17 zur Staatsstraße S173 in Cotta.
Nach 16 km mündet die Bahre in einer Höhe von 150 m ü. NN in Pirna zwischen den Ortsteilen Zuschendorf und Zehista in die Seidewitz.

## Name
Der Name stammt vom altsorbischen bara für „Schlamm, Sumpf“.

## Ehemalige Mühlen
Viele Wassermühlen existieren nicht mehr, einige sind umgebaut und dienen anderen Zwecken:
- Göppersdorfer Mühle Göppersdorf
- Sandmühle Gersdorf (am Wingendorfer Bach)
- Falkenmühle Gersdorf (am Gersdorfer Bach)
- Bornmühle Borna (am Bornaer Bach)
- Reibigmühle Friedrichswalde
- Rote Mühle Ottendorf